# Episodi di Wynonna Earp (terza stagione)
La terza stagione della serie televisiva Wynonna Earp, composta da 12 episodi, viene trasmessa in simultanea sul canale statunitense Syfy e sulla rete canadese Space dal 20 luglio al 28 settembre 2018.
In Italia, la stagione è inedita.
| nº | Titolo originale               | Titolo italiano | Prima TV USA/Canada | Pubblicazione Italia |
| -- | ------------------------------ | --------------- | ------------------- | -------------------- |
| 1  | Blood Red And Going Down       |                 | 20 luglio 2018      |                      |
| 2  | When You Call My Name          |                 | 27 luglio 2018      |                      |
| 3  | Colder Weather                 |                 | 3 agosto 2018       |                      |
| 4  | No Cure For Crazy              |                 | 10 agosto 2018      |                      |
| 5  | Jolene                         |                 | 17 agosto 2018      |                      |
| 6  | If We Make It Through December |                 | 24 agosto 2018      |                      |
| 7  | I Fall To Pieces               |                 | 31 agosto 2018      |                      |
| 8  | Waiting Forever For You        |                 | 7 settembre 2018    |                      |
| 9  | Undo It                        |                 | 14 settembre 2018   |                      |
| 10 | The Other Woman                |                 | 21 settembre 2018   |                      |
| 11 | Daddy Lessons                  |                 | 28 settembre 2018   |                      |
| 12 | War Paint                      |                 | 28 settembre 2018   |                      |